# Gruppspelet i Royal League 2006/2007
Gruppspelet i Royal League 2006/2007 spelades mellan den 9 november 2006 och 25 februari 2007. Lagen var indelade i tre grupper med fyra lag per grupp. Ettan och tvåan i respektive grupp gick vidare till slutspelet tillsammans med de två bästa grupptreorna i turneringen.

## Grupper

### Grupp 1
I grupp 1 spelade fyra klubblag från tre nationer: Helsingborgs IF från Helsingborg i Sverige, Odense BK från Odense i Danmark, Rosenborg BK från Trondheim och SK Brann från Bergen i Norge.

#### Tabell
| Nr | Lag             | S | V | O | F | GM | IM | MS | P  |
| -- | --------------- | - | - | - | - | -- | -- | -- | -- |
| 1  | Odense BK       | 6 | 4 | 1 | 1 | 13 | 7  | +6 | 13 |
| 2  | SK Brann        | 6 | 2 | 3 | 1 | 13 | 11 | +2 | 9  |
| 3  | Helsingborgs IF | 6 | 2 | 3 | 1 | 8  | 8  | 0  | 9  |
| 4  | Rosenborg BK    | 6 | 0 | 1 | 5 | 7  | 15 | −8 | 1  |

#### Matcher
|             | 9 november 2006 | Rosenborg BK       | 1 – 3   | SK Brann                                                    | Lerkendal Stadion                                        |                                                          |
| 19:30 UTC+1 | 19:30 UTC+1     | Øyvind Storflor 4′ | (1 – 2) | 11′ Ármann Björnsson 33′ Erik Huseklepp 83′ Kristian Ystaas | Trondheim Publik: 5 755 Domare: Martin Hansson (Sverige) | Trondheim Publik: 5 755 Domare: Martin Hansson (Sverige) |
| 19:30 UTC+1 | 19:30 UTC+1     |                    |         |                                                             | Trondheim Publik: 5 755 Domare: Martin Hansson (Sverige) | Trondheim Publik: 5 755 Domare: Martin Hansson (Sverige) |
| 19:30 UTC+1 | 19:30 UTC+1     |                    |         |                                                             | Trondheim Publik: 5 755 Domare: Martin Hansson (Sverige) | Trondheim Publik: 5 755 Domare: Martin Hansson (Sverige) |

|             | 19 november 2006 | Helsingborgs IF                              | 3 – 1   | Rosenborg BK        | Olympia                                                  |                                                          |
| 16:00 UTC+1 | 16:00 UTC+1      | Olivier Karekezi 27′, 77′ Henrik Larsson 57′ | (1 – 1) | 43′ Øyvind Storflor | Helsingborg Publik: 4 412 Domare: Emil Laursen (Danmark) | Helsingborg Publik: 4 412 Domare: Emil Laursen (Danmark) |
| 16:00 UTC+1 | 16:00 UTC+1      |                                              |         |                     | Helsingborg Publik: 4 412 Domare: Emil Laursen (Danmark) | Helsingborg Publik: 4 412 Domare: Emil Laursen (Danmark) |
| 16:00 UTC+1 | 16:00 UTC+1      |                                              |         |                     | Helsingborg Publik: 4 412 Domare: Emil Laursen (Danmark) | Helsingborg Publik: 4 412 Domare: Emil Laursen (Danmark) |

|             | 26 november 2006 | SK Brann                           | 2 – 2   | Helsingborgs IF        | Brann Stadion                                             |                                                           |
| 15:00 UTC+1 | 15:00 UTC+1      | Ardian Gashi 73′ Migen Memelli 86′ | (0 – 1) | 10′, 58′ Luton Shelton | Bergen Publik: 3 535 Domare: Nicolai Vollquartz (Danmark) | Bergen Publik: 3 535 Domare: Nicolai Vollquartz (Danmark) |
| 15:00 UTC+1 | 15:00 UTC+1      |                                    |         |                        | Bergen Publik: 3 535 Domare: Nicolai Vollquartz (Danmark) | Bergen Publik: 3 535 Domare: Nicolai Vollquartz (Danmark) |
| 15:00 UTC+1 | 15:00 UTC+1      |                                    |         |                        | Bergen Publik: 3 535 Domare: Nicolai Vollquartz (Danmark) | Bergen Publik: 3 535 Domare: Nicolai Vollquartz (Danmark) |

|             | 26 november 2006 | Odense BK                                                                | 5 – 3   | Rosenborg BK                                | Odense Stadion                                           |                                                          |
| 17:00 UTC+1 | 17:00 UTC+1      | Kim Christensen 3′, 69′ Peter Nymann 20′ Alexander Aas 36′ Mads Timm 55′ | (3 – 1) | 6′, 74′ Øyvind Storflor 53′ Steffen Iversen | Odense Publik: 2 858 Domare: Daniel Stålhammar (Sverige) | Odense Publik: 2 858 Domare: Daniel Stålhammar (Sverige) |
| 17:00 UTC+1 | 17:00 UTC+1      |                                                                          |         |                                             | Odense Publik: 2 858 Domare: Daniel Stålhammar (Sverige) | Odense Publik: 2 858 Domare: Daniel Stålhammar (Sverige) |
| 17:00 UTC+1 | 17:00 UTC+1      |                                                                          |         |                                             | Odense Publik: 2 858 Domare: Daniel Stålhammar (Sverige) | Odense Publik: 2 858 Domare: Daniel Stålhammar (Sverige) |

|             | 3 december 2006 | SK Brann         | 1 – 1   | Odense BK           | Brann Stadion                                         |                                                       |
| 13:55 UTC+1 | 13:55 UTC+1     | Ardian Gashi 36′ | (1 – 1) | 25′ Kim Christensen | Bergen Publik: 2 432 Domare: Martin Hansson (Sverige) | Bergen Publik: 2 432 Domare: Martin Hansson (Sverige) |
| 13:55 UTC+1 | 13:55 UTC+1     |                  |         |                     | Bergen Publik: 2 432 Domare: Martin Hansson (Sverige) | Bergen Publik: 2 432 Domare: Martin Hansson (Sverige) |
| 13:55 UTC+1 | 13:55 UTC+1     |                  |         |                     | Bergen Publik: 2 432 Domare: Martin Hansson (Sverige) | Bergen Publik: 2 432 Domare: Martin Hansson (Sverige) |

|             | 3 december 2006 | Rosenborg BK | 0 – 0 | Helsingborgs IF | Lerkendal Stadion                                             |                                                               |
| 18:00 UTC+1 | 18:00 UTC+1     |              |       |                 | Trondheim Publik: 4 618 Domare: Lars Christoffersen (Danmark) | Trondheim Publik: 4 618 Domare: Lars Christoffersen (Danmark) |
| 18:00 UTC+1 | 18:00 UTC+1     |              |       |                 | Trondheim Publik: 4 618 Domare: Lars Christoffersen (Danmark) | Trondheim Publik: 4 618 Domare: Lars Christoffersen (Danmark) |
| 18:00 UTC+1 | 18:00 UTC+1     |              |       |                 | Trondheim Publik: 4 618 Domare: Lars Christoffersen (Danmark) | Trondheim Publik: 4 618 Domare: Lars Christoffersen (Danmark) |

|             | 7 december 2006 | Helsingborgs IF      | 1 – 0   | Odense BK | Olympia                                                        |                                                                |
| 19:00 UTC+1 | 19:00 UTC+1     | Fredrik Svanbäck 57′ | (0 – 0) |           | Helsingborg Publik: 2 430 Domare: Svein Erik Edvartsen (Norge) | Helsingborg Publik: 2 430 Domare: Svein Erik Edvartsen (Norge) |
| 19:00 UTC+1 | 19:00 UTC+1     |                      |         |           | Helsingborg Publik: 2 430 Domare: Svein Erik Edvartsen (Norge) | Helsingborg Publik: 2 430 Domare: Svein Erik Edvartsen (Norge) |
| 19:00 UTC+1 | 19:00 UTC+1     |                      |         |           | Helsingborg Publik: 2 430 Domare: Svein Erik Edvartsen (Norge) | Helsingborg Publik: 2 430 Domare: Svein Erik Edvartsen (Norge) |

|             | 7 december 2006 | SK Brann                                                 | 3 – 2   | Rosenborg BK                          | Brann Stadion                                            |                                                          |
| 19:30 UTC+1 | 19:30 UTC+1     | Erik Huseklepp 20′ Arnaud Monkam 68′ Trond Ludvigsen 90′ | (1 – 1) | 25′ Alexander Tettey 89′ Vidar Riseth | Bergen Publik: 3 152 Domare: Daniel Stålhammar (Sverige) | Bergen Publik: 3 152 Domare: Daniel Stålhammar (Sverige) |
| 19:30 UTC+1 | 19:30 UTC+1     |                                                          |         |                                       | Bergen Publik: 3 152 Domare: Daniel Stålhammar (Sverige) | Bergen Publik: 3 152 Domare: Daniel Stålhammar (Sverige) |
| 19:30 UTC+1 | 19:30 UTC+1     |                                                          |         |                                       | Bergen Publik: 3 152 Domare: Daniel Stålhammar (Sverige) | Bergen Publik: 3 152 Domare: Daniel Stålhammar (Sverige) |

|             | 10 december 2006 | Rosenborg BK | 0 – 1   | Odense BK            | Lerkendal Stadion                                         |                                                           |
| 15:55 UTC+1 | 15:55 UTC+1      |              | (0 – 1) | 35′ Johan Absalonsen | Trondheim Publik: 600 Domare: Martin Ingvarsson (Sverige) | Trondheim Publik: 600 Domare: Martin Ingvarsson (Sverige) |
| 15:55 UTC+1 | 15:55 UTC+1      |              |         |                      | Trondheim Publik: 600 Domare: Martin Ingvarsson (Sverige) | Trondheim Publik: 600 Domare: Martin Ingvarsson (Sverige) |
| 15:55 UTC+1 | 15:55 UTC+1      |              |         |                      | Trondheim Publik: 600 Domare: Martin Ingvarsson (Sverige) | Trondheim Publik: 600 Domare: Martin Ingvarsson (Sverige) |

|             | 10 december 2006 | Helsingborgs IF                      | 2 – 2   | SK Brann                                      | Österås IP                                                |                                                           |
| 16:00 UTC+1 | 16:00 UTC+1      | Luton Shelton 14′ Henrik Larsson 72′ | (1 – 1) | 3′ Erik Huseklepp 51′ (str.) Olafur Bjarnason | Hässleholm Publik: 2 944 Domare: Martin Hansson (Sverige) | Hässleholm Publik: 2 944 Domare: Martin Hansson (Sverige) |
| 16:00 UTC+1 | 16:00 UTC+1      |                                      |         |                                               | Hässleholm Publik: 2 944 Domare: Martin Hansson (Sverige) | Hässleholm Publik: 2 944 Domare: Martin Hansson (Sverige) |
| 16:00 UTC+1 | 16:00 UTC+1      |                                      |         |                                               | Hässleholm Publik: 2 944 Domare: Martin Hansson (Sverige) | Hässleholm Publik: 2 944 Domare: Martin Hansson (Sverige) |

|             | 18 februari 2007 | Odense BK                                   | 3 – 0   | Helsingborgs IF | Odense Stadion                                         |                                                        |
| 15:00 UTC+1 | 15:00 UTC+1      | Morten Fevang 27′, 72′ Bechara Oliveira 83′ | (1 – 0) |                 | Odense Publik: 3 726 Domare: Svein Oddvar Moen (Norge) | Odense Publik: 3 726 Domare: Svein Oddvar Moen (Norge) |
| 15:00 UTC+1 | 15:00 UTC+1      |                                             |         |                 | Odense Publik: 3 726 Domare: Svein Oddvar Moen (Norge) | Odense Publik: 3 726 Domare: Svein Oddvar Moen (Norge) |
| 15:00 UTC+1 | 15:00 UTC+1      |                                             |         |                 | Odense Publik: 3 726 Domare: Svein Oddvar Moen (Norge) | Odense Publik: 3 726 Domare: Svein Oddvar Moen (Norge) |

|             | 25 februari 2007 | Odense BK                                 | 3 – 2   | SK Brann                                  | Odense Stadion                                          |                                                         |
| 15:00 UTC+1 | 15:00 UTC+1      | Srdjan Radonjic 18′ Martin Borre 26′, 73′ | (2 – 1) | 31′ Thorstein Helstad 65′ Martin Andresen | Odense Publik: 3 004 Domare: Peter Fröjdfeldt (Sverige) | Odense Publik: 3 004 Domare: Peter Fröjdfeldt (Sverige) |
| 15:00 UTC+1 | 15:00 UTC+1      |                                           |         |                                           | Odense Publik: 3 004 Domare: Peter Fröjdfeldt (Sverige) | Odense Publik: 3 004 Domare: Peter Fröjdfeldt (Sverige) |
| 15:00 UTC+1 | 15:00 UTC+1      |                                           |         |                                           | Odense Publik: 3 004 Domare: Peter Fröjdfeldt (Sverige) | Odense Publik: 3 004 Domare: Peter Fröjdfeldt (Sverige) |

### Grupp 2
I grupp 2 spelade fyra klubblag från tre nationer: Brøndby IF från Brøndby, FC Köpenhamn från Köpenhamn i Danmark, Hammarby IF från Stockholm i Sverige och Lillestrøm SK från Lillestrøm i Norge.

#### Tabell
| Nr | Lag           | S | V | O | F | GM | IM | MS  | P  |
| -- | ------------- | - | - | - | - | -- | -- | --- | -- |
| 1  | Lillestrøm SK | 6 | 3 | 3 | 0 | 7  | 3  | +4  | 12 |
| 2  | Brøndby IF    | 6 | 3 | 2 | 1 | 10 | 8  | +2  | 11 |
| 3  | FC Köpenhamn  | 6 | 3 | 0 | 3 | 9  | 5  | +4  | 9  |
| 4  | Hammarby IF   | 6 | 0 | 1 | 5 | 5  | 15 | −10 | 1  |

#### Matcher
|             | 18 november 2006 | Hammarby IF                  | 1 – 1   | Lillestrøm SK                      | Söderstadion                                                  |                                                               |
| 15:00 UTC+1 | 15:00 UTC+1      | Pablo Piñones-Arce 8′ (str.) | (0 – 0) | 49′ (sjm.) José Monteiro de Macedo | Stockholm Publik: 5 399 Domare: Lars Christoffersen (Danmark) | Stockholm Publik: 5 399 Domare: Lars Christoffersen (Danmark) |
| 15:00 UTC+1 | 15:00 UTC+1      |                              |         |                                    | Stockholm Publik: 5 399 Domare: Lars Christoffersen (Danmark) | Stockholm Publik: 5 399 Domare: Lars Christoffersen (Danmark) |
| 15:00 UTC+1 | 15:00 UTC+1      |                              |         |                                    | Stockholm Publik: 5 399 Domare: Lars Christoffersen (Danmark) | Stockholm Publik: 5 399 Domare: Lars Christoffersen (Danmark) |

|             | 23 november 2006 | Hammarby IF                      | 2 – 3   | Brøndby IF                                                   | Söderstadion                                             |                                                          |
| 18:55 UTC+1 | 18:55 UTC+1      | Erkan Zengin 23′ Toni Nhleko 42′ | (2 – 1) | 30′ Thomas Rasmussen 77′ Martin Spelmann 82′ Martin Ericsson | Stockholm Publik: 4 443 Domare: Per Ivar Staberg (Norge) | Stockholm Publik: 4 443 Domare: Per Ivar Staberg (Norge) |
| 18:55 UTC+1 | 18:55 UTC+1      |                                  |         |                                                              | Stockholm Publik: 4 443 Domare: Per Ivar Staberg (Norge) | Stockholm Publik: 4 443 Domare: Per Ivar Staberg (Norge) |
| 18:55 UTC+1 | 18:55 UTC+1      |                                  |         |                                                              | Stockholm Publik: 4 443 Domare: Per Ivar Staberg (Norge) | Stockholm Publik: 4 443 Domare: Per Ivar Staberg (Norge) |

|             | 26 november 2006 | Lillestrøm SK                          | 2 – 0   | Hammarby IF | Åråsen Stadion                                                  |                                                                 |
| 18:00 UTC+1 | 18:00 UTC+1      | Magnus Myklebust 25′ Arild Sundgot 62′ | (1 – 0) |             | Lillestrøm Publik: 1 981 Domare: Henrik Nystrup Kragh (Danmark) | Lillestrøm Publik: 1 981 Domare: Henrik Nystrup Kragh (Danmark) |
| 18:00 UTC+1 | 18:00 UTC+1      |                                        |         |             | Lillestrøm Publik: 1 981 Domare: Henrik Nystrup Kragh (Danmark) | Lillestrøm Publik: 1 981 Domare: Henrik Nystrup Kragh (Danmark) |
| 18:00 UTC+1 | 18:00 UTC+1      |                                        |         |             | Lillestrøm Publik: 1 981 Domare: Henrik Nystrup Kragh (Danmark) | Lillestrøm Publik: 1 981 Domare: Henrik Nystrup Kragh (Danmark) |

|             | 30 november 2006 | Brøndby IF                                   | 3 – 1   | Hammarby IF                | Brøndby Stadion                                   |                                                   |
| 18:55 UTC+1 | 18:55 UTC+1      | David Williams 1′, 45′ Hannes Sigurdsson 50′ | (2 – 0) | 81′ Sebastian Castro Tello | Brøndby Publik: 4 966 Domare: Terje Hauge (Norge) | Brøndby Publik: 4 966 Domare: Terje Hauge (Norge) |
| 18:55 UTC+1 | 18:55 UTC+1      |                                              |         |                            | Brøndby Publik: 4 966 Domare: Terje Hauge (Norge) | Brøndby Publik: 4 966 Domare: Terje Hauge (Norge) |
| 18:55 UTC+1 | 18:55 UTC+1      |                                              |         |                            | Brøndby Publik: 4 966 Domare: Terje Hauge (Norge) | Brøndby Publik: 4 966 Domare: Terje Hauge (Norge) |

|             | 30 november 2006 | Lillestrøm SK  | 1 – 0   | FC Köpenhamn | Åråsen Stadion                                            |                                                           |
| 19:30 UTC+1 | 19:30 UTC+1      | Pål Strand 32′ | (1 – 0) |              | Lillestrøm Publik: 2 161 Domare: Håkan Jonasson (Sverige) | Lillestrøm Publik: 2 161 Domare: Håkan Jonasson (Sverige) |
| 19:30 UTC+1 | 19:30 UTC+1      |                |         |              | Lillestrøm Publik: 2 161 Domare: Håkan Jonasson (Sverige) | Lillestrøm Publik: 2 161 Domare: Håkan Jonasson (Sverige) |
| 19:30 UTC+1 | 19:30 UTC+1      |                |         |              | Lillestrøm Publik: 2 161 Domare: Håkan Jonasson (Sverige) | Lillestrøm Publik: 2 161 Domare: Håkan Jonasson (Sverige) |

|             | 3 december 2006 | FC Köpenhamn | 0 – 1   | Lillestrøm SK         | Parken                                                      |                                                             |
| 16:00 UTC+1 | 16:00 UTC+1     |              | (0 – 0) | 50′ Bjørn Helge Riise | Köpenhamn Publik: 7 149 Domare: Martin Ingvarsson (Sverige) | Köpenhamn Publik: 7 149 Domare: Martin Ingvarsson (Sverige) |
| 16:00 UTC+1 | 16:00 UTC+1     |              |         |                       | Köpenhamn Publik: 7 149 Domare: Martin Ingvarsson (Sverige) | Köpenhamn Publik: 7 149 Domare: Martin Ingvarsson (Sverige) |
| 16:00 UTC+1 | 16:00 UTC+1     |              |         |                       | Köpenhamn Publik: 7 149 Domare: Martin Ingvarsson (Sverige) | Köpenhamn Publik: 7 149 Domare: Martin Ingvarsson (Sverige) |

|             | 7 december 2006 | Lillestrøm SK       | 1 – 1   | Brøndby IF                   | Åråsen Stadion                                            |                                                           |
| 18:55 UTC+1 | 18:55 UTC+1     | Magnus Myklebust 5′ | (1 – 0) | 65′ (str.) Hannes Sigurdsson | Lillestrøm Publik: 1 447 Domare: Åke Andreasson (Sverige) | Lillestrøm Publik: 1 447 Domare: Åke Andreasson (Sverige) |
| 18:55 UTC+1 | 18:55 UTC+1     |                     |         |                              | Lillestrøm Publik: 1 447 Domare: Åke Andreasson (Sverige) | Lillestrøm Publik: 1 447 Domare: Åke Andreasson (Sverige) |
| 18:55 UTC+1 | 18:55 UTC+1     |                     |         |                              | Lillestrøm Publik: 1 447 Domare: Åke Andreasson (Sverige) | Lillestrøm Publik: 1 447 Domare: Åke Andreasson (Sverige) |

|             | 10 december 2006 | Brøndby IF         | 1 – 1   | Lillestrøm SK   | Brøndby Stadion                                           |                                                           |
| 18:00 UTC+1 | 18:00 UTC+1      | David Williams 45′ | (1 – 0) | 86′ Frode Kippe | Brøndby Publik: 5 546 Domare: Daniel Stålhammar (Sverige) | Brøndby Publik: 5 546 Domare: Daniel Stålhammar (Sverige) |
| 18:00 UTC+1 | 18:00 UTC+1      |                    |         |                 | Brøndby Publik: 5 546 Domare: Daniel Stålhammar (Sverige) | Brøndby Publik: 5 546 Domare: Daniel Stålhammar (Sverige) |
| 18:00 UTC+1 | 18:00 UTC+1      |                    |         |                 | Brøndby Publik: 5 546 Domare: Daniel Stålhammar (Sverige) | Brøndby Publik: 5 546 Domare: Daniel Stålhammar (Sverige) |

|             | 10 december 2006 | Hammarby IF        | 1 – 2   | FC Köpenhamn                           | Söderstadion                                           |                                                        |
| 20:00 UTC+1 | 20:00 UTC+1      | Haris Laitinen 90′ | (0 – 2) | 15′ Marcus Allbäck 45′ Atiba Hutchison | Stockholm Publik: 4 108 Domare: Espen Berntsen (Norge) | Stockholm Publik: 4 108 Domare: Espen Berntsen (Norge) |
| 20:00 UTC+1 | 20:00 UTC+1      |                    |         |                                        | Stockholm Publik: 4 108 Domare: Espen Berntsen (Norge) | Stockholm Publik: 4 108 Domare: Espen Berntsen (Norge) |
| 20:00 UTC+1 | 20:00 UTC+1      |                    |         |                                        | Stockholm Publik: 4 108 Domare: Espen Berntsen (Norge) | Stockholm Publik: 4 108 Domare: Espen Berntsen (Norge) |

|             | 11 februari 2007 | FC Köpenhamn | 0 – 1   | Brøndby IF          | Parken                                                     |                                                            |
| 17:00 UTC+1 | 17:00 UTC+1      |              | (0 – 0) | 52′ Martin Ericsson | Köpenhamn Publik: 17 071 Domare: Svein Oddvar Moen (Norge) | Köpenhamn Publik: 17 071 Domare: Svein Oddvar Moen (Norge) |
| 17:00 UTC+1 | 17:00 UTC+1      |              |         |                     | Köpenhamn Publik: 17 071 Domare: Svein Oddvar Moen (Norge) | Köpenhamn Publik: 17 071 Domare: Svein Oddvar Moen (Norge) |
| 17:00 UTC+1 | 17:00 UTC+1      |              |         |                     | Köpenhamn Publik: 17 071 Domare: Svein Oddvar Moen (Norge) | Köpenhamn Publik: 17 071 Domare: Svein Oddvar Moen (Norge) |

|             | 18 februari 2007 | Brøndby IF                 | 1 – 3   | FC Köpenhamn                                    | Brøndby Stadion                                       |                                                       |
| 17:00 UTC+1 | 17:00 UTC+1      | Martin Ericsson 82′ (str.) | (0 – 0) | 52′, 56′ Michael Silberbauer 62′ Ailton Almeida | Brøndby Publik: 18 496 Domare: Tommy Skjerven (Norge) | Brøndby Publik: 18 496 Domare: Tommy Skjerven (Norge) |
| 17:00 UTC+1 | 17:00 UTC+1      |                            |         |                                                 | Brøndby Publik: 18 496 Domare: Tommy Skjerven (Norge) | Brøndby Publik: 18 496 Domare: Tommy Skjerven (Norge) |
| 17:00 UTC+1 | 17:00 UTC+1      |                            |         |                                                 | Brøndby Publik: 18 496 Domare: Tommy Skjerven (Norge) | Brøndby Publik: 18 496 Domare: Tommy Skjerven (Norge) |

|             | 25 februari 2007 | FC Köpenhamn                                                    | 4 – 0   | Hammarby IF | Parken                                                   |                                                          |
| 17:00 UTC+1 | 17:00 UTC+1      | Marcus Allbäck 9′ Fredrik Berglund 47′, 51′ Jesper Grønkjær 65′ | (1 – 0) |             | Köpenhamn Publik: 7 139 Domare: Per Ivar Staberg (Norge) | Köpenhamn Publik: 7 139 Domare: Per Ivar Staberg (Norge) |
| 17:00 UTC+1 | 17:00 UTC+1      |                                                                 |         |             | Köpenhamn Publik: 7 139 Domare: Per Ivar Staberg (Norge) | Köpenhamn Publik: 7 139 Domare: Per Ivar Staberg (Norge) |
| 17:00 UTC+1 | 17:00 UTC+1      |                                                                 |         |             | Köpenhamn Publik: 7 139 Domare: Per Ivar Staberg (Norge) | Köpenhamn Publik: 7 139 Domare: Per Ivar Staberg (Norge) |

### Grupp 3
I grupp 3 spelade fyra klubblag från tre nationer: AIK från Stockholm, IF Elfsborg från Borås i Sverige, Viborg FF från Viborg i Danmark och Vålerenga IF från Oslo i Norge.

#### Tabell
| Nr | Lag          | S | V | O | F | GM | IM | MS | P  |
| -- | ------------ | - | - | - | - | -- | -- | -- | -- |
| 1  | Vålerenga IF | 6 | 4 | 2 | 0 | 13 | 8  | +5 | 14 |
| 2  | IF Elfsborg  | 6 | 2 | 2 | 2 | 11 | 8  | +3 | 8  |
| 3  | AIK          | 6 | 1 | 3 | 2 | 7  | 13 | −6 | 6  |
| 4  | Viborg FF    | 6 | 0 | 3 | 3 | 6  | 8  | −2 | 3  |

#### Matcher
|             | 12 november 2006 | IF Elfsborg                                                 | 4 – 0   | AIK | Borås Arena                                           |                                                       |
| 13:30 UTC+1 | 13:30 UTC+1      | Denni Avdic 25′, 52′ Martin Andersson 54′ Samuel Holmén 84′ | (1 – 0) |     | Borås Publik: 3 375 Domare: Claus Bo Larsen (Danmark) | Borås Publik: 3 375 Domare: Claus Bo Larsen (Danmark) |
| 13:30 UTC+1 | 13:30 UTC+1      |                                                             |         |     | Borås Publik: 3 375 Domare: Claus Bo Larsen (Danmark) | Borås Publik: 3 375 Domare: Claus Bo Larsen (Danmark) |
| 13:30 UTC+1 | 13:30 UTC+1      |                                                             |         |     | Borås Publik: 3 375 Domare: Claus Bo Larsen (Danmark) | Borås Publik: 3 375 Domare: Claus Bo Larsen (Danmark) |

|             | 19 november 2006 | Vålerenga IF                       | 2 – 1   | IF Elfsborg           | Bislett stadion                                         |                                                         |
| 16:00 UTC+1 | 16:00 UTC+1      | Morten Berre 19′ Ronny Johnsen 44′ | (2 – 0) | 59′ Matthias Svensson | Oslo Publik: 3 058 Domare: Nicolai Vollquartz (Danmark) | Oslo Publik: 3 058 Domare: Nicolai Vollquartz (Danmark) |
| 16:00 UTC+1 | 16:00 UTC+1      |                                    |         |                       | Oslo Publik: 3 058 Domare: Nicolai Vollquartz (Danmark) | Oslo Publik: 3 058 Domare: Nicolai Vollquartz (Danmark) |
| 16:00 UTC+1 | 16:00 UTC+1      |                                    |         |                       | Oslo Publik: 3 058 Domare: Nicolai Vollquartz (Danmark) | Oslo Publik: 3 058 Domare: Nicolai Vollquartz (Danmark) |

|             | 23 november 2006 | Vålerenga IF  | 1 – 0   | Viborg FF | Bislett stadion                                          |                                                          |
| 19:00 UTC+1 | 19:00 UTC+1      | Rune Lange 2′ | (1 – 0) |           | Oslo Publik: 2 040 Domare: Sven Martin Åkesson (Sverige) | Oslo Publik: 2 040 Domare: Sven Martin Åkesson (Sverige) |
| 19:00 UTC+1 | 19:00 UTC+1      |               |         |           | Oslo Publik: 2 040 Domare: Sven Martin Åkesson (Sverige) | Oslo Publik: 2 040 Domare: Sven Martin Åkesson (Sverige) |
| 19:00 UTC+1 | 19:00 UTC+1      |               |         |           | Oslo Publik: 2 040 Domare: Sven Martin Åkesson (Sverige) | Oslo Publik: 2 040 Domare: Sven Martin Åkesson (Sverige) |

|             | 26 november 2006 | Viborg FF                        | 2 – 2   | IF Elfsborg                       | Viborg Stadion                                      |                                                     |
| 15:00 UTC+1 | 15:00 UTC+1      | Daniel Mobaeck 20′ José Mota 26′ | (1 – 1) | 78′ Steffen Højer 90′ Denni Avdic | Viborg Publik: 3 358 Domare: Brage Sandmoen (Norge) | Viborg Publik: 3 358 Domare: Brage Sandmoen (Norge) |
| 15:00 UTC+1 | 15:00 UTC+1      |                                  |         |                                   | Viborg Publik: 3 358 Domare: Brage Sandmoen (Norge) | Viborg Publik: 3 358 Domare: Brage Sandmoen (Norge) |
| 15:00 UTC+1 | 15:00 UTC+1      |                                  |         |                                   | Viborg Publik: 3 358 Domare: Brage Sandmoen (Norge) | Viborg Publik: 3 358 Domare: Brage Sandmoen (Norge) |

|             | 26 november 2006 | AIK                   | 1 – 1   | Vålerenga IF           | Råsunda                                                |                                                        |
| 16:00 UTC+1 | 16:00 UTC+1      | André Muri 57′ (sjm.) | (0 – 0) | 79′ Jan-Derek Sørensen | Stockholm Publik: 4 512 Domare: Emil Laursen (Danmark) | Stockholm Publik: 4 512 Domare: Emil Laursen (Danmark) |
| 16:00 UTC+1 | 16:00 UTC+1      |                       |         |                        | Stockholm Publik: 4 512 Domare: Emil Laursen (Danmark) | Stockholm Publik: 4 512 Domare: Emil Laursen (Danmark) |
| 16:00 UTC+1 | 16:00 UTC+1      |                       |         |                        | Stockholm Publik: 4 512 Domare: Emil Laursen (Danmark) | Stockholm Publik: 4 512 Domare: Emil Laursen (Danmark) |

|             | 30 november 2006 | AIK                  | 1 – 1   | Viborg FF        | Råsunda                                                |                                                        |
| 19:00 UTC+1 | 19:00 UTC+1      | Wilton Figueiredo 7′ | (1 – 0) | 80′ Lasse Kryger | Stockholm Publik: 3 453 Domare: Tommy Skjerven (Norge) | Stockholm Publik: 3 453 Domare: Tommy Skjerven (Norge) |
| 19:00 UTC+1 | 19:00 UTC+1      |                      |         |                  | Stockholm Publik: 3 453 Domare: Tommy Skjerven (Norge) | Stockholm Publik: 3 453 Domare: Tommy Skjerven (Norge) |
| 19:00 UTC+1 | 19:00 UTC+1      |                      |         |                  | Stockholm Publik: 3 453 Domare: Tommy Skjerven (Norge) | Stockholm Publik: 3 453 Domare: Tommy Skjerven (Norge) |

|             | 2 december 2006 | IF Elfsborg       | 1 – 0   | Viborg FF | Borås Arena                                           |                                                       |
| 16:00 UTC+1 | 16:00 UTC+1     | Samuel Holmén 72′ | (0 – 0) |           | Borås Publik: 3 608 Domare: Svein Oddvar Moen (Norge) | Borås Publik: 3 608 Domare: Svein Oddvar Moen (Norge) |
| 16:00 UTC+1 | 16:00 UTC+1     |                   |         |           | Borås Publik: 3 608 Domare: Svein Oddvar Moen (Norge) | Borås Publik: 3 608 Domare: Svein Oddvar Moen (Norge) |
| 16:00 UTC+1 | 16:00 UTC+1     |                   |         |           | Borås Publik: 3 608 Domare: Svein Oddvar Moen (Norge) | Borås Publik: 3 608 Domare: Svein Oddvar Moen (Norge) |

|             | 3 december 2006 | Vålerenga IF                                                        | 4 – 2   | AIK                               | Bislett stadion                                      |                                                      |
| 16:00 UTC+1 | 16:00 UTC+1     | Alexander Mathisen 9′ Kjetil Wæhler 53′ Jan-Derek Sørensen 55′, 60′ | (1 – 1) | 15′ Miran Burgic 71′ Mats Rubarth | Oslo Publik: 3 269 Domare: Mikael Svendsen (Danmark) | Oslo Publik: 3 269 Domare: Mikael Svendsen (Danmark) |
| 16:00 UTC+1 | 16:00 UTC+1     |                                                                     |         |                                   | Oslo Publik: 3 269 Domare: Mikael Svendsen (Danmark) | Oslo Publik: 3 269 Domare: Mikael Svendsen (Danmark) |
| 16:00 UTC+1 | 16:00 UTC+1     |                                                                     |         |                                   | Oslo Publik: 3 269 Domare: Mikael Svendsen (Danmark) | Oslo Publik: 3 269 Domare: Mikael Svendsen (Danmark) |

|             | 7 december 2006 | AIK              | 1 – 1   | IF Elfsborg              | Råsunda                                                |                                                        |
| 19:00 UTC+1 | 19:00 UTC+1     | Mats Rubarth 57′ | (0 – 0) | 87′ Daniel Alexandersson | Stockholm Publik: 6 221 Domare: Emil Laursen (Danmark) | Stockholm Publik: 6 221 Domare: Emil Laursen (Danmark) |
| 19:00 UTC+1 | 19:00 UTC+1     |                  |         |                          | Stockholm Publik: 6 221 Domare: Emil Laursen (Danmark) | Stockholm Publik: 6 221 Domare: Emil Laursen (Danmark) |
| 19:00 UTC+1 | 19:00 UTC+1     |                  |         |                          | Stockholm Publik: 6 221 Domare: Emil Laursen (Danmark) | Stockholm Publik: 6 221 Domare: Emil Laursen (Danmark) |

|             | 7 december 2006 | Viborg FF                   | 2 – 2   | Vålerenga IF                        | Viborg Stadion                                        |                                                       |
| 18:00 UTC+1 | 18:00 UTC+1     | Jan-Derek Sørensen 29′, 32′ | (0 – 2) | 70′ Lasse Kryger 90′ Sammy Youssouf | Viborg Publik: 2 786 Domare: Håkan Jonasson (Sverige) | Viborg Publik: 2 786 Domare: Håkan Jonasson (Sverige) |
| 18:00 UTC+1 | 18:00 UTC+1     |                             |         |                                     | Viborg Publik: 2 786 Domare: Håkan Jonasson (Sverige) | Viborg Publik: 2 786 Domare: Håkan Jonasson (Sverige) |
| 18:00 UTC+1 | 18:00 UTC+1     |                             |         |                                     | Viborg Publik: 2 786 Domare: Håkan Jonasson (Sverige) | Viborg Publik: 2 786 Domare: Håkan Jonasson (Sverige) |

|             | 10 december 2006 | Viborg FF            | 1 – 2   | AIK                                | Viborg Stadion                                          |                                                         |
| 15:00 UTC+1 | 15:00 UTC+1      | Thomas Tengstedt 50′ | (0 – 1) | 8′ Daniel Mendes 50′ Bernt Hulsker | Viborg Publik: 2 757 Domare: Tom Henning Øvrebø (Norge) | Viborg Publik: 2 757 Domare: Tom Henning Øvrebø (Norge) |
| 15:00 UTC+1 | 15:00 UTC+1      |                      |         |                                    | Viborg Publik: 2 757 Domare: Tom Henning Øvrebø (Norge) | Viborg Publik: 2 757 Domare: Tom Henning Øvrebø (Norge) |
| 15:00 UTC+1 | 15:00 UTC+1      |                      |         |                                    | Viborg Publik: 2 757 Domare: Tom Henning Øvrebø (Norge) | Viborg Publik: 2 757 Domare: Tom Henning Øvrebø (Norge) |

|             | 10 december 2006 | IF Elfsborg                                      | 2 – 3   | Vålerenga IF                                               | Borås Arena                                                |                                                            |
| 16:00 UTC+1 | 16:00 UTC+1      | Matthias Svensson 25′ Stefan Ishizaki 58′ (str.) | (1 – 0) | 67′ Jan-Derek Sørensen 78′ (str.), 81′ Christian Grindheim | Borås Publik: 5 605 Domare: Henrik Nystrup Kragh (Danmark) | Borås Publik: 5 605 Domare: Henrik Nystrup Kragh (Danmark) |
| 16:00 UTC+1 | 16:00 UTC+1      |                                                  |         |                                                            | Borås Publik: 5 605 Domare: Henrik Nystrup Kragh (Danmark) | Borås Publik: 5 605 Domare: Henrik Nystrup Kragh (Danmark) |
| 16:00 UTC+1 | 16:00 UTC+1      |                                                  |         |                                                            | Borås Publik: 5 605 Domare: Henrik Nystrup Kragh (Danmark) | Borås Publik: 5 605 Domare: Henrik Nystrup Kragh (Danmark) |

## Ranking av grupptreor
| Nr | Lag (grupp)         | S | V | O | F | GM | IM | MS | P |
| -- | ------------------- | - | - | - | - | -- | -- | -- | - |
| 1  | FC Köpenhamn (2)    | 6 | 3 | 0 | 3 | 9  | 5  | +4 | 9 |
| 2  | Helsingborgs IF (1) | 6 | 2 | 3 | 1 | 8  | 8  | 0  | 9 |
| 3  | AIK (3)             | 6 | 1 | 3 | 2 | 7  | 12 | −5 | 6 |

FC Köpenhamn och Helsingborgs IF också vidare till slutspelet.